# Бібліотека штату Нью-Йорк
Бібліотека штату Нью-Йорк (англ. New York State Library) — головна наукова бібліотека штату Нью-Йорк, розташована в столиці штату місті Олбані. Розташована разом з Музеєм штату Нью-Йорк та Архівом штату Нью-Йорк в приміщенні Центру культурної просвіти (Cultural Education Center).
У фондах бібліотеки зберігається більше 20 млн о.з., таким чином вона є однією з найбільших бібліотек у світі.

## Історія

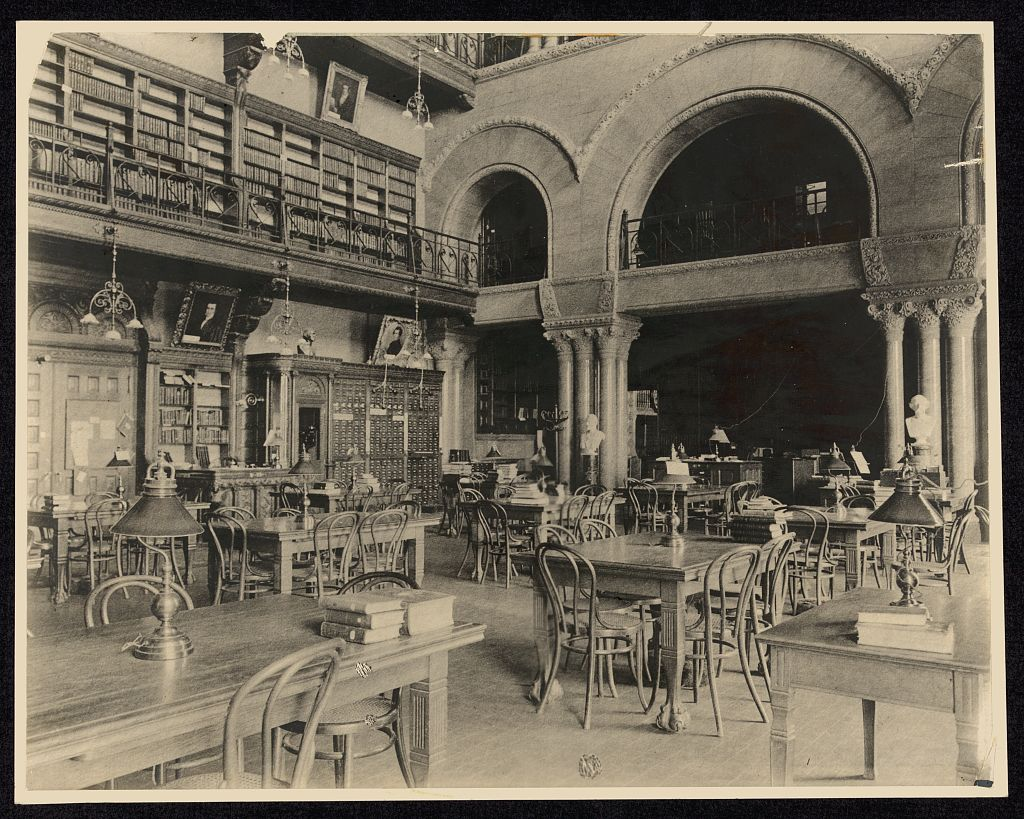
Інтер'єр бібліотеки (бл. 1900)

Бібліотека заснована 1818 року. Одним з центральних завдань бібліотеки було збереження офіційних публікацій уряду штату Нью-Йорк. Більша частина збірки присвячена історії і культурі штату. Спершу бібліотека розташовувалася в капітолії штату Нью-Йорк. 
29 березня 1911 року в приміщенні Палати асамблеї, де розміщувалася бібліотека сталася пожежа, яка завдала великої шкоди бібліотечним фондам: внаслідок пожежі було знищено бл. 450 000 томів та 270 000 рукописів, зокрема цінні документи з історії Нью-Йорка голландських та колоніальних часів. 
Після пожежі бібліотека переїхала до приміщення культурного центру, де розташовується донині. Бібліотека має чималу колекцію літератури шрифтом Брайля та аудіокниг.